# Harri J. Rantala
Harri J. Rantala (* 2. Oktober 1980 in Nurmo, Finnland) ist ein finnischer Filmregisseur.

## Filmografie
- 2004: The Sacrifice
- 2005: Mutalan raitilla - The Road of Mutala
- 2006: M. A. Numminen: Sedena con la mia donna nel parco del parlamento
- 2007: Daughters of Snow
- 2009: Nurmoo – Shout from the plain
- 2010: Kotiinpaluu - Return
- 2014: Kaukopartio - Long Range Patrol